# 복소 곱셈
수학에서 복소 곱셈(영어: complex multiplication)이란 대수적 수체 위에 정의된 특별한 타원 곡선들이 정수의 환보다 더 큰 자기준동형환을 갖는 현상이다.

## 전개
타원 곡선 {\displaystyle E}의 자기준동형환 {\displaystyle \operatorname {End} (E)}는 원점(군 구조의 항등원)을 보존하는 정칙 함수(regular map)들의 집합이다. 이는 덧셈과 합성에 따라 환을 이룬다.
타원 곡선의 자기준동형환은 항상 정수의 환 {\displaystyle \mathbb {Z} }와 동형인 부분환 {\displaystyle i\colon \mathbb {Z} \hookrightarrow \operatorname {End} (E)}를 가진다. 이는 다음과 같다.
{\displaystyle i(n)\colon p\in E\mapsto np}
여기서 {\displaystyle np}는 타원곡선의 군 구조에 따른 것이다.
만약 {\displaystyle \operatorname {End} (E)}가 어떤 허수 이차 수체 {\displaystyle \mathbb {Q} [{\sqrt {-d}}]}의 순서(order)와 동형이라면, {\displaystyle E}가 {\displaystyle \mathbb {Q} [{\sqrt {-d}}]}에 대한 복소 곱셈을 갖는다고 한다.

## 예
복소 곱셈을 갖는 타원 곡선의 예로 다음과 같은 복소 타원 곡선을 들 수 있다.
{\displaystyle \mathbb {C} /\mathbb {Z} [{\sqrt {-1}}]\theta }
여기서 {\displaystyle \theta }는 0이 아닌 임의의 복소수고, {\displaystyle \mathbb {Z} [{\sqrt {-1}}]}는 가우스 정수들의 환이다. 이 타원곡선의 자기준동형환은 가우스 정수환 {\displaystyle \mathbb {Z} [{\sqrt {-1}}]}와 동형이다.
보다 일반적으로, 복소수체에 대한 복소 곱셈을 갖는 타원 곡선은 다음과 같이 정의할 수 있다. 허수 이차 수체 {\displaystyle \mathbb {Q} [{\sqrt {-d}}]}의 순서 {\displaystyle O\subset \mathbb {Q} [{\sqrt {-d}}]}를 고르면, 타원곡선
{\displaystyle \mathbb {C} /O}
는 {\displaystyle O}에 대한 복소 곱셈을 갖게 된다.

## 특이 모듈러스
복소 타원곡선의 경우, 모듈라이 공간을 상반평면의 원소 {\displaystyle \tau \in \mathbb {H} }로 적을 수 있다. 그렇다면 모듈라이 공간의 점 {\displaystyle \tau }에서 복소 곱셈이 존재할 조건은 {\displaystyle \tau }가  허수 이차 수체의 원소라는 조건과 동치이다. 이러한 점에서 j-불변량의 값 {\displaystyle j(\tau )}을 특이 모듈러스(영어: singular modulus)라고 한다.
특이 모듈러스 {\displaystyle j(\tau )}는 항상 대수적 수이다.
j-불변량 {\displaystyle j(\tau )}가 대수적 수일 조건은 {\displaystyle \tau }가 허수 이차 수체의 원소일 조건과 동치이다.:56

## 크로네커의 청춘의 꿈
K가 허수 이차 수체이고, 그 유체(class field)가 {\displaystyle H}라고 하자. {\displaystyle E}가 {\displaystyle K}에 대한 복소 곱셈을 갖는 타원 곡선이라고 하자. 그렇다면 K의 최대 아벨 확대는 {\displaystyle E/H}의 유한 차수 점들의 (바이어슈트라스 모형(Weierstrass model)에서의) 좌표들로 생성된다. 이는 레오폴트 크로네커가 발견하였고, 크로네커의 청춘의 꿈(독일어: Kronecker Jugendtraum 크로네커 유겐트트라움[*])이라고 한다. 이에 대하여 크로네커는 다음과 같이 적었다.
| “ | 이것이 내가 가장 좋아하는 청춘의 꿈이라네. 즉, 유리수의 제곱근에 대한 아벨 방정식이 타원 함수의 특이 모듈러스의 변환 방정식으로 소진되는 걸 증명하는 것이라네. 정수에 대한 아벨 방정식이 원분체 방정식으로 소진되는 것처럼 말일세. Es handelt sich um meinen liebsten Jugendtraum, nämlich um den Nachweis, dass die Abel’schen Gleichungen mit Quadratwurzeln rationaler Zahlen durch die Transformations-Gleichungen elliptischer Functionen mit singulären Moduln grade so erschöpft werden, wie die ganzzahligen Abel’schen Gleichungen durch die Kreistheilungsgleichungen. | ” |
|   | — 크로네커, 1880년 3월 15일 리하르트 데데킨트에게 보낸 서신. Collected Works, vol. V, p. 455 |   |

크로네커의 청춘의 꿈을 허수 이차 수체 말고도 다른 수체로 확장시키는 것이 힐베르트의 12번째 문제이다.

## 참고 문헌
1. ↑  Baker, Alan (1975). 《Transcendental Number Theory》. Cambridge University Press. ISBN 0-521-20461-5. Zbl 0297.10013.

## 같이 보기
- 헤그너 수
- 크로네커-베버 정리
- 힐베르트의 열두 번째 문제